# West Indies Women’s Cricket Team in Indien in der Saison 2016/17
Die Tour des West Indies Women’s Cricket Teams nach Indien in der Saison 2016/17 fand vom 10. bis zum 22. November 2016 statt. Die internationale Cricket-Tour war Bestandteil der Internationalen Cricket-Saison 2016/17 und umfasste drei WODIs und drei WTwenty20s. Indien gewann die WODI-Serie 3–0, die West Indies die WTwenty20-Serie 3–0.

## Vorgeschichte
Die West Indies bestritten zuvor eine Tour gegen England, für Indien war es die erste Tour der Saison. Das letzte Aufeinandertreffen der beiden Mannschaften bei einer Tour fand in der Saison 2011/12 in den West Indies statt.

## Stadion
Das folgende Stadion wurde für die Tour als Austragungsort vorgesehen.
| Stadion                 | Stadt      | Kapazität | Spiele                     |
| ----------------------- | ---------- | --------- | -------------------------- |
| ACA–KDCA Cricket Ground | Vijayawada |           | 1. – 3. WODI; 1. – 3. WT20 |

## Kaderlisten
Die West Indies benannten ihre Kader am 27. Oktober 2016. Indien benannte seine Kader am 29. Oktober 2016.
| WODI | WODI | WTwenty20 | WTwenty20 |
| Indien | West Indies | Indien | West Indies |
| --- | --- | --- | --- |
| - Mithali Raj (K) - Ekta Bisht - Rajeshwari Gayakwad - Jhulan Goswami - Thirush Kamini - Harmanpreet Kaur - Veda Krishnamurthy - Smriti Mandhana - Mona Meshram - Shikha Pandey - Sukanya Parida - Deepti Sharma - Devika Vaidya - Sushma Verma (wk) - Poonam Yadav | - Stafanie Taylor (K) - Anisa Mohammed (VK) - Merissa Aguilleira (wk) - Shemaine Campbelle - Shamilia Connell - Britney Cooper - Deandra Dottin - Afy Fletcher - Kycia Knight - Hayley Matthews - Chedean Nation - Shaquana Quintyne - Shakera Selman - Tremayne Smartt | - Harmanpreet Kaur (K) - Ekta Bisht - Preeti Bose - Jhulan Goswami - Mansi Joshi - Veda Krishnamurthy - Smriti Mandhana - Sabbhineni Meghana - Shikha Pandey - Nuzhat Parween (wk) - Anuja Patil - Mithali Raj - Deepti Sharma - Vellaswamy Vanitha - Poonam Yadav | - Stafanie Taylor (K) - Anisa Mohammed (VK) - Merissa Aguilleira (wk) - Shemaine Campbelle - Shamilia Connell - Britney Cooper - Deandra Dottin - Afy Fletcher - Kycia Knight - Hayley Matthews - Chedean Nation - Shaquana Quintyne - Shakera Selman - Tremayne Smartt |

## Women’s One-Day Internationals

### Erstes WODI in Vijayawada
| 10. November Scorecard | Vijayawada | West Indies 131 (42.4)       | – | Indien 133-4 (39.1) |
|                        |            | Indien gewinnt mit 6 Wickets |   |                     |

Die West Indies gewannen den Münzwurf und entschieden sich als Schlagmannschaft zu beginnen.

### Zweites WODI in Vijayawada
| 14. November Scorecard | Vijayawada | West Indies 153-7 (50)       | – | Indien 154-5 (38) |
|                        |            | Indien gewinnt mit 5 Wickets |   |                   |

Indien gewann den Münzwurf und entschied sich als Feldmannschaft zu beginnen.

### Drittes WODI in Vijayawada
| 16. November Scorecard | Vijayawada | Indien 199-6 (50)          | – | West Indies 184 (49.1) |
|                        |            | Indien gewinnt mit 15 Runs |   |                        |

Die West Indies gewannen den Münzwurf und entschieden sich als Feldmannschaft zu beginnen.

## Women’s Twenty20 Internationals

### Erstes WTwenty20 in Vijayawada
| 18. November Scorecard | Vijayawada | Indien 150-4 (20)                 | – | West Indies 154-4 (19.1) |
|                        |            | West Indies gewinnt mit 6 Wickets |   |                          |

Indien gewann den Münzwurf und entschied sich als Feldmannschaft zu beginnen.

### Zweites WTwenty20 in Vijayawada
| 20. November Scorecard | Vijayawada | Indien 137-5 (20)              | – | West Indies 106 (18.1) |
|                        |            | West Indies gewann mit 31 Runs |   |                        |

Indien gewann den Münzwurf und entschied sich als Feldmannschaft zu beginnen.

### Drittes WTwenty20 in Vijayawada
| 22. November Scorecard | Vijayawada | Indien 139-4 (20)              | – | West Indies 124-3 (20) |
|                        |            | West Indies gewann mit 15 Runs |   |                        |

Die West Indies gewannen den Münzwurf und entschieden sich als Schlagmannschaft zu beginnen.